# Любимая улица
Люби́мая у́лица — улица в городе Зеленогорске Курортного района Санкт-Петербурга. Проходит от проспекта Красных Командиров до Выборгской улицы.
Первоначально носила название Mielikinkatu. Этот геоним появился в 1920-х годах. Наименование было присвоено по имени языческой богини Миеликки, хозяйки леса, вероятно, потому, что улица находилась на окраине, рядом с лесом.
После войны улицу назвали Любимой. Этот топоним представляет собой буквальный перевод финского названия.
Срединную часть четной стороны занимает безымянный сквер, который связывает Любимую улицу с Конной.